# Année internationale de la pomme de terre
L'année 2008 a été déclarée « Année internationale de la pomme de terre » par les Nations unies, à la demande du Pérou. Parmi les attendus, il est noté que « la pomme de terre est un aliment de base pour toute la population mondiale » et qu'il est souhaitable d'« appeler l’attention de la communauté internationale sur le fait que la pomme de terre peut contribuer largement à assurer la sécurité alimentaire et à atténuer la pauvreté ». L'Organisation des Nations unies pour l'alimentation et l'agriculture (FAO) est chargée de son organisation. L'année internationale de la pomme de terre a été inaugurée officiellement au siège des Nations unies, à New York, le 18 octobre 2007.

## Présentation
La résolution correspondante, adoptée le 25 novembre 2005 par la FAO, dont le rôle est de faciliter la célébration de l’Année internationale en collaboration avec les gouvernements, affirme la nécessité de « sensibiliser à nouveau le public aux rapports qui existent entre la pauvreté, la sécurité alimentaire, la malnutrition et la contribution potentielle de la pomme de terre à la lutte contre la faim ».
C'est une des nombreuses manifestations internationales déclarées pour des périodes (jours, mois, ans) spécifiques. L'année 2008 est également l'Année internationale de l'assainissement et l'Année internationale des langues.
On espère que cette désignation d'une année internationale donnera pour la pomme de terre les mêmes résultats que ceux obtenus pour un autre aliment de base lors de l'année internationale du riz en 2004. C'est-à-dire concrètement qu'elle devrait inspirer des expositions, des programmes éducatifs, des films, publications, et provoquer une prise de conscience dans le grand public des efforts entrepris au niveau international pour développer les ressources alimentaires de la planète.
2008 est aussi l'année de la pomme de terre au Pérou.